# Lista de membros da Academia Cearense de Letras
Lista dos acadêmicos que ingressaram na Academia Cearense de Letras, da fundação ao corrente ano.
Relação dos Acadêmicos por ordem alfabética com ano de ingresso na Instituição e Cadeira Ocupada:
| NOME                                     | INGRESSO           | CADEIRA            |
| ---------------------------------------- | ------------------ | ------------------ |
| Abelardo Fernando Montenegro             | 1951               | 10                 |
| Adauto de Alencar Fernandes              | 1930               | 30                 |
| Aderbal de Paula Sales                   | 1974               | 8                  |
| Adolfo Frederico de Luna Freire          | 1894               | fundador           |
| Adonias Lima                             | 1922 / 1951        | 37 / 27            |
| Alba Valdez (Maria Rodrigues Peixe)      | 1922 / 1937        | 8 / 22             |
| Alberto Nepomuceno de Oliveira           | 1994               | 35                 |
| Alencar Matos                            | 1951               | 9                  |
| Alfredo de Miranda Castro                | 1922               | 5                  |
| Álvaro Gurgel de Alencar                 | 1894 / 1922        | fundador / 17      |
| Álvaro Teixeira de Sousa Mendes          | 1894               | fundador           |
| Andrade Furtado                          | 1922 / 1951        | 18 / 26            |
| Angela Maria Rossas Mota de Gutiérrez    | 1997               | 18                 |
| Antônio Argos Ponte de Vasconcelos       | 1990               | 35                 |
| Antônio Augusto de Vasconcelos           | 1894 / 1922        | fundador / 4       |
| Antônio Bezerra                          | 1894               | fundador           |
| Antônio da Cunha Fontenele               | 1894 / 1922        | fundador / 7       |
| Antônio Ferreira dos Santos              | 1922               | 4                  |
| Antônio Furtado Bezerra de Menezes       | 1930               | 5                  |
| Antônio Girão Barroso                    | 1964               | 18                 |
| Antônio Luís Drumond da Costa            | 1894 / 1922        | fundador / 20      |
| Antônio Martins Filho                    | 1951               | 3                  |
| Antônio Martinz de Aguiar e Silva        | 1930               | 19                 |
| Antônio Sales                            | 1922 / 1930        | 33 / 20            |
| Antônio Teodorico da Costa Filho         | 1894 / 1922 / 1930 | fundador / 28 / 16 |
| Antônio Tomás                            | 1922               | 40                 |
| Artur Eduardo Benevides                  | 1957               | 40                 |
| Batista de Lima                          | 1998               | 2                  |
| Benedito Façanha Sidou                   | 1894               | fundador           |
| Beni Carvalho                            | 1922 / 1930        | 30 / 39            |
| Cândida Maria Santiago Galeno            | 1960               | 35                 |
| Carlos Augusto Viana                     | 2003               | 3                  |
| Carlos Câmara                            | 1922               | 9                  |
| Carlos d'Alge                            | 1980               | 36                 |
| Carlos de Oliveira Ramos                 | ?                  | 40                 |
| Carlos Livino de Carvalho                | 1951               | 35                 |
| Carlos Studart Filho                     | 1930               | 29                 |
| Carlyle de Figueiredo Martins            | 1951               | 25                 |
| Cesar Asfor Rocha                        | 2008               | 22                 |
| César Barros Leal                        | 1993               | 27                 |
| Cid Saboia de Carvalho                   | 1980               | 20                 |
| Cláudio Martins                          | 1969               | 31                 |
| Clodoaldo Pinto de Mesquita              | 1930 / 1951        | 21 / 20            |
| Cursino Belém de Figueiredo              | 1922 / 1957        | 12 / 31            |
| Demócrito Rocha                          | 1930               | 25                 |
| Dimas Macedo                             | 1989               | 11                 |
| Dolor Barreira                           | 1930               | 34                 |
| Durval Aires de Menezes                  | 1972               | 27                 |
| Durval Aires Filho                       | 2015               | 40                 |
| Ednilo Gomes de Soárez                   | 2011               | 10                 |
| Eduardo da Rocha Salgado                 | 1894               | fundador           |
| Eduardo Diatahy Bezerra de Menezes       | 1997               | 5                  |
| Eduardo Guilherme Osvaldo Studart        | 1894               | fundador           |
| Elias Mallmann                           | 1930               | 23                 |
| Emídio Barbosa (Chamarion)               | 1930               | 40                 |
| Ermínio de Araújo e Silva                | 1930               | 1                  |
| Epifânio Leite de Albuquerque            | ?                  | 27                 |
| Filgueiras Lima                          | 1951               | 21                 |
| Florival Seraine                         | 1965               | 23                 |
| Fran Martins                             | 1951               | 5                  |
| Francisco Alves de Andrade e Castro      | 1970               | 6                  |
| Francisco Alves Lima                     | 1894               | fundador           |
| Francisco Carvalho                       | 1996               | 31                 |
| Francisco de Menezes Pimentel            | 1951               | 38                 |
| Francisco de Sousa Nascimento            | 1973               | 38                 |
| Francisco Ernando Uchôa Lima             | 2012               | 14                 |
| Francisco Flávio Leitão de Carvalho      | 2017               | 34                 |
| Francisco Prado                          | 1922               | 25                 |
| Francisco Sadoc de Araújo                | 1980               | 15                 |
| Gastão Gonçalves da Justa                | 1951               | 24                 |
| Genuíno Francisco de Sales               | 2006               | 9                  |
| Geraldo da Silva Fontenele               | 1991               | 18                 |
| Giselda Medeiros                         | 2000               | 28                 |
| Grecianny Carvalho Cordeiro              | 2019               | 8                  |
| Guilherme Studart, barão de Studart      | 1894 / 1922        | fundador / 2       |
| Henrique Théberge                        | 1894               | fundador           |
| Henriqueta Galeno                        | 1951               | 23                 |
| Horácio Dídimo                           | 1987               | 8                  |
| Hugo Catunda Fontenele                   | 1951               | 36                 |
| Itamar de Santiago Espíndola             | 1982               | 29                 |
| Jáder Moreira de Carvalho                | 1930 / 1951        | 15 / 14            |
| João Augusto da Frota                    | 1922               | 35                 |
| João Clímaco Bezerra                     | 1953               | 9                  |
| João Jacques Ferreira Lopes              | 1967               | 28                 |
| João Jorge de Pontes Vieira              | 1930               | 4                  |
| João Perboyre e Silva                    | 1951               | 33                 |
| João Ribeiro Ramos                       | 1985               | 13                 |
| João Soares Neto                         | 2013               | 35                 |
| Joaquim Alves de Oliveira                | 1951               | 11                 |
| Joaquim Braga Montenegro                 | 1951               | 15                 |
| Joaquim Lobo de Macêdo                   | 1983               | 4                  |
| Joaquim Lopes de Alcântara Bilhar        | 1894               | fundador           |
| Joaquim Máximo de Carvalho Júnior        | 1930               | 11                 |
| Joel de Lima Linhares                    | 1930 / 1951        | 12 / 16            |
| Josaphat de Lima Linhares                | 1930 / 1951        | 32 / 30            |
| José Alves Fernandes                     | 2009               | 29                 |
| José Augusto Bezerra                     | ?                  | 12                 |
| José Caminha Alencar Araripe             | 1967               | 12                 |
| José Carlos de Matos Peixoto             | 1922 / 1930        | 29 / 10            |
| José Carlos Júnior                       | 1894               | fundador           |
| José Costa Matos                         | 1992               | 29                 |
| José da Cruz Filho                       | 1922 / 1930 / 1951 | 27 / 7 / 39        |
| José de Barcelos da Silva Sobrinho       | 1894               | fundador           |
| José de Figueiredo Filho                 | 1968               | 34                 |
| José Denizard Macedo De Alcantara        | 1974               | 34                 |
| José Domingues Fontenele                 | 1894               | fundador           |
| José Francisco Jorge de Souza            | 1922               | 14                 |
| José Leite Maranhão                      | 1951               | 31                 |
| José Linhares Filho                      | 1980               | 30                 |
| José Lino da Justa                       | 1922               | 15                 |
| José Maria de Barros Pinho               | 1986               | 14                 |
| José Martins Rodrigues                   | 1930               | 36                 |
| José Milton de Vasconcelos Dias          | 1966               | 4                  |
| José Murilo Martins                      | 1991               | 4                  |
| José Rebouças Macambira                  | 1980               | 39                 |
| José Sombra Filho                        | 1922 / 1930        | 23 / 28            |
| José Telles da Silva                     | 2010               | 34                 |
| José Valdevino de Carvalho               | 1953               | 11                 |
| José Valdo Ribeiro Ramos                 | 1951               | 32                 |
| Juarez Fernandes Leitão                  | 1996               | 19                 |
| Júlio de Matos Ibiapina                  | 1922               | 16                 |
| Júlio Maciel                             | 1922 / 1930 / 1951 | 38 / 24 / 28       |
| Justiniano de Serpa                      | 1894 / 1922        | fundador / 1       |
| Leonardo Mota                            | 1922 / 1937        | 32 / 28            |
| Lourdinha Leite Barbosa                  | 2013               | 31                 |
| Luciano Maia                             | 1999               | 23                 |
| Lúcio Alcântara                          | 1978               | 26                 |
| Luís Cavalcanti Sucupira                 | 1930 / 1951        | 3 / 2              |
| Manfredo Ramos                           | 2000               | 13                 |
| Manoel Albano Amora                      | 1951               | 37                 |
| Manuel Eduardo Pinheiro Campos           | 1952               | 22                 |
| Manuel Fernandes Távora                  | 1922 / 1930 / 1951 | 31 / 9 / 8         |
| Manuel Leiria de Andrade                 | 1922 / 1930        | 26 / 22            |
| Marcos Franco Rabelo                     | 1894               | fundador           |
| Maria Beatriz Rosário de Alcântara       | 1994               | 16                 |
| Mário Rômulo Linhares                    | 1952               | 7                  |
| Marly Vasconcelos                        | 1990               | 7                  |
| Mauro Benevides                          | 1992               | 39                 |
| Misael Gomes da Silva                    | 1930 / 1951        | 14 / 13            |
| Monte Arrais                             | 1930               | 38                 |
| Moreira Campos                           | 1962               | 32                 |
| Mozart de Brito Firmeza                  | 1930               | 37                 |
| Mozart Pinto Damasceno                   | 1930               | 31                 |
| Mozart Soriano Aderaldo                  | 1958               | 19                 |
| Napoleão Nunes Maia Filho                | 2004               | 32                 |
| Natanael Cortez                          | 1931 / 1951        | 13 / 12            |
| Natércia Campos                          | 2002               | 6                  |
| Nertan Macêdo                            | 1966               | 7                  |
| Newton Teófilo Gonçalves                 | 1979               | 16                 |
| Noemi Elisa Aderaldo                     | 1988               | 33                 |
| Osmundo Pontes                           | 1989               | 21                 |
| Otacílio de Azevedo                      | 1969               | 26                 |
| Otacílio dos Santos Colares              | 1966               | 33                 |
| João Otávio Lobo                         | 1922 / 1930 / 1951 | 11 / 26 / 18       |
| Pápi Júnior                              | 1922 / 1930        | 34 / 27            |
| Paulo Bonavides                          | 1970               | 17                 |
| Pedro Henrique Saraiva Leão              | 1986               | 25                 |
| Pedro Paulo Montenegro                   | 1970               | 24                 |
| Pedro de Queirós                         | 1894               | fundador           |
| Plácido Aderaldo Castelo                 | 1975               | 39                 |
| Quintino Cunha                           | 1922               | 22                 |
| Rachel de Queiroz                        | 1994               | 32                 |
| Raimundo Amora Maciel                    | 1930               | 2                  |
| Raimundo Leopoldo Coelho de Arruda       | 1894 / 1922        | fundador / 19      |
| Raimundo de Farias Brito                 | 1894               | fundador           |
| Raimundo Girão                           | 1951 / 1966        | 4 / 21             |
| Raimundo Francisco Ribeiro               | 1922               | 21                 |
| Regine Limaverde                         | 1996               | 21                 |
| Renato Braga                             | 1930               | 17                 |
| Rodolfo Teófilo                          | 1922               | 36                 |
| Rodrigues de Carvalho                    | 1897               | sem                |
| Sales Campos                             | 1922               | 10                 |
| Sânzio de Azevedo                        | 1973               | 1                  |
| Sebastião Moreira de Azevedo             | 1922               | 39                 |
| Sidney Neto                              | 1951               | 1                  |
| Soares Bulcão                            | 1922               | 13                 |
| Teoberto Landim                          | 1991               | 37                 |
| Teodoro Cabral                           | 1930               | 35                 |
| Tomás Pompeu de Sousa Brasil (II)        | 1894 / 1922        | fundador / 3       |
| Tomás Pompeu de Sousa Brasil (filho)     | 1930 / 1951        | 33 / 40            |
| Thomaz Pompeu Sobrinho                   | 1922               | 6                  |
| Ubiratan Aguiar                          | 2012               | 29                 |
| Valdemiro Cavalcante                     | 1894               | fundador           |
| Valdivino Nogueira                       | 1894               | fundador           |
| Valter Pompeu                            | 1930               | 8                  |
| Vinícius Antonius Holanda de Barros Leal | 1984               | 34                 |
| Virgílio de Morais                       | 1894               | fundador           |
| Virgílio Maia                            | 2004               | 6                  |